# Strijd om Palembang
De Strijd om Palembang vond van 13 tot 15 februari 1942 plaats op het eiland Sumatra in Nederlands-Indië.

## Achtergrond
De olieraffinaderijen van Shell vlak bij Pladju waren een aantrekkelijk doelwit voor Japan. Dat had de olie nodig om de oorlog op de lange termijn te kunnen volhouden.
De geallieerde troepen verenigden zich in december 1941 in een gemeenschappelijke commandostructuur onder de naam ABDACOM (American-British-Dutch-Australian Command). De leiding van ABDACOM besloot de luchtverdediging op Sumatra te centeren rond twee vliegvelden in de buurt van Palembang. Het eerste vliegveld droeg de naam Pangkalan Benteng, ook bekend als P1, het tweede vliegveld (P2) lag bij Prabumulih en was in het geheim aangelegd. De Royal Australian Air Force stationeerde 40 Bristol Blenheim-bommenwerpers en 35 Lockheed Hudsons op het eiland. De Blenheims werden via het Midden-Oosten en Egypte naar de Nederlandse kolonie gevlogen. In Europa werden ze als te oud gezien om het tegen de nieuwere Duitse en Italiaanse gevechtsvliegtuigen op te nemen.
Een handvol Amerikaanse B-17 Flying Fortresses hadden Sumatra als basis, maar zij werden nog voordat de slag begon verplaatst naar Java. Begin februari leverde het vliegdekschip HMS Indomitable nog twee squadrons Hawker Hurricanes af. Daar voegden zich nog een aantal Hurricanes en Brewster F2A-gevechtsvliegtuigen van de Britse, Australische en Nieuw-Zeelandse luchtmacht aan toe die eerder hadden meegevochten in de Slag om Singapore
Het Koninklijk Nederlandsch-Indisch Leger (KNIL) telde op Sumatra ongeveer tweeduizend manschappen onder commando van luitenant-kolonel L.N.W. Vogelesang. De Koninklijke Marine werd vertegenwoordigd door de mijnenlegger Pro Patria en de patrouilleboten de P-38 en de P-40.

## Gevechten

### Invasievloot
Het hoofddeel van de Japanse invasiemacht vertrok begin februari vanuit Cam Ranh Bay in Frans-Indochina onder leiding van vice-admiraal Jisaburo Ozawa. Het eerste deel bestond uit 8 transportboten begeleid door de lichte kruiser Sendai en vier torpedobootjagers. Daarna volgde een konvooi van 14 transportschepen, beschermd door de zware kruiser Chokai en vier torpedobootjagers. Als ondersteuning ging het vliegdekschip Ryujo, vier zware kruiser, één lichte kruiser en drie torpedobootjagers mee.
In de ochtend van 13 februari stuitte het Britse schip HMS Li Wo onder leiding van luitenant Thomas Wilkinson op het Japanse invasiekonvooi. Ondanks de lichte bewapening opende het schip de aanval en zette een van de Japanse transportschepen in lichter laaien, terwijl verschillende andere beschadigd raakten. Toen de munitie na 90 minuten op was gaf Wilkinson de opdracht op de Li Wo het dichtstbijzijnde transportschip te rammen, voordat zijn eigen schip door Japans vuur werd vernietigd. Voor deze actie ontving Wilkinson postuum het Victoria Cross.

### Luchtlandingstroepen
Terwijl geallieerde vliegtuigen de Japanse invasievloot aanvielen, wierp de Japanse luchtmacht op 13 februari een paar honderd parachutisten af. Honderdtachtig Japanners landden tussen Palembang en Pangkalan Benteng en meer dan 90 ten westen van de olieraffinaderij in Pladju. Twee uur na de eerste landing werden nog eens 60 parachutisten gedropt in de buurt van het vliegveld. Zij slaagden er niet in om het vliegveld in te nemen, de olieraffinaderij viel wel onbeschadigd in hun handen. Een gehaaste tegenaanval van leden van de Landstorm en luchtafweertroepen had in zoverre succes dat het complex weer werd ingenomen. Van de vooraf geplande vernietiging van de raffinaderij in het geval van een Japanse aanval kwam weinig meer terecht.

## Japanse overwinning
Op 15 februari zette een ABDA-zeemacht bestaande uit vijf kruisers (Hr. Ms. De Ruyter, Hr. Ms. Java, HMS Exeter, Hr. Ms. Tromp en HMAS Hobart, en tien torpedobootjagers, onder leiding van admiraal Karel Doorman koers om de Japanse vloot te onderscheppen. Zij worden echter aangevallen door Japanse vliegtuigen en trekken zich daarom terug in zuidelijke richting. Bij de landing van de Japanners weten geallieerde vliegtuigen nog wel het transportschip Otawa Maru tot zinken te brengen. Op 15 februari kregen alle geallieerde vliegtuigen de opdracht uit te wijken naar Java, waar een grote Japanse aanval werd verwacht. Ander militair personeel werd via Oosthaven geëvacueerd richting Java of Brits-Indië.  
Azië in de Tweede Wereldoorlog · Verovering van Nederlands-Indië door Japan · Japanse bezetting van Nederlands-Indië · Invasie van Sumatra in 1942 · Verovering van Atjeh door Japan · Strijd om Palembang · Slag om Borneo · Slag om Balikpapan · Verovering van Bandjermasin (1942) · Strijd om Tarakan (1942) · Strijd om Tarakan (1945) · Strijd om Borneo (1945) · Strijd om Noord-Borneo · Strijd om Balikpapan (1945) · Slag in de Straat van Soenda · Eerste Slag in de Javazee · Tweede Slag in de Javazee · Slag om Java · Slag in de Straat Badoeng · Strijd om Celebes · Guerrillaoorlog van het Indische leger op Nieuw-Guinea · Overakker-complot · Nederlandse verzets- en guerrillagroeperingen in Nederlands-Indië · Slag bij Straat Makassar · Slag bij Manado · Slag om Ambon · Japanse bezetting van Saparoea · Slag om Timor · Verovering van de Riau-archipel · Aanval op Broome · Laatste vlucht van KNILM PK-AFV  · Strijd om Soerabaja (1945)